# Дивочина
Дивочина (укр. Дівочина) — село на Украине, находится в Оратовском районе Винницкой области.
Код КОАТУУ — 0523184702. Население по переписи 2001 года составляет 4 человека. Почтовый индекс — 22651. Телефонный код — 4330.
Занимает площадь 0,311 км².

## Адрес местного совета
22651, Винницкая область, Оратовский р-н, с. Сабаровка, ул. Партизанская, 1